# Chevrolet Blazer (2018)
O Chevrolet Blazer é um SUV crossover de segmento E produzido pela General Motors sob a marca Chevrolet. O veículo entrou em produção em dezembro de 2018 e as vendas começaram em janeiro de 2019 como modelo 2019. Na China, é oferecida uma versão com seção traseira mais longa e uma 3ª fileira de bancos opcional, que estreou em 2019 e começou a ser vendido em abril de 2020.

## Visão geral
O Blazer foi apresentado ao público em Atlanta em 21 de junho de 2018 como um crossover que se posiciona entre o menor Equinox e o maior Traverse de três fileiras de bancos. Ele serve como contrapartida do GMC Acadia no segmento de crossovers mid-size e é construído na mesma plataforma do Acadia. O design do veículo tem um visual esportivo inspirado no Camaro, mas com uma sensação de crossover.
A história do nome Blazer remonta a 1969, quando foi introduzido como um grande SUV de duas portas. Como resultado, o uso do nome Blazer em um crossover gerou reações mistas, principalmente de fãs do K5 Blazer, S-10 Blazer e TrailBlazer, que ficaram decepcionados com a decisão da GM de aplicá-la a um crossover em vez de um SUV de chassi de longarina, citando a história do Blazer como um veículo fora de estrada aventureiro. O nome Trailblazer retornou à América do Norte como um crossover menor abaixo do Equinox em 2020 como um modelo 2021.<ref>"2021 Chevy Trailblazer is revealed as the Blazer's little sibling" from Autoblog (May 29, 2019)</ref